# Носырев, Евгений Романович
Евгений Романович Носырев (22 мая 1919 — 10 апреля 1989) — украинский советский гобоист, профессор-педагог, учёный-музыковед, кандидат искусствоведения.

## Биография
Окончил в 1943 году Рязанское музыкальное училище по классу гобоя (класс Григорова), в 1949 году — Московскую консерваторию им. П. И. Чайковского (класс Н. Иванова). Параллельно с учёбой в консерватории учился в Московском университете на кафедре иностранных языков: английский, немецкий, итальянский. В годы Второй мировой войны из-за трудного материального положения был вынужден прервать обучение. Некоторое время работал в симфоническом оркестре Кисловодска, но по требованию своего профессора Иванова вернулся в Москву, чтобы окончить консерваторию. После окончания консерватории в 1949—1962 годах работал солистом симфонического оркестра Саратовской филармонии, вёл класс гобоя в Саратовской консерватории им. Собинова (до 1966 года).
В 1959 году защитил диссертацию по истории и методики обучения игре на гобое; присвоена учёная степень кандидата искусствоведения. С 1960 года — доцент, с 1969 года исполнял обязанности профессора, а с 1975 года — профессор.
В 1966 году Носырев был приглашён возглавить кафедру духовых и ударных инструментов Донецкого музыкально-педагогического института, где работал до 1971 года. С 1971 года возглавлял кафедру духовых и ударных инструментов Киевской государственной консерватории им. П. И. Чайковского и вёл класс гобоя. Возглавив кафедру, Носырев поднял престиж духового исполнительства на Украине, а именно при его активном участии был подготовлен и проведён республиканский конкурс исполнителей на духовых инструментах в 1976 году, способствовал расширению педагогического состава духовой кафедры, доцентов и профессоров. При его активном участии и при помощи педагогов духовой кафедры был создан Государственный духовой оркестр Украины (ныне Национальный духовой оркестр Украины).
Похоронен на городском кладбище г. Киева «Берковцы».

## Педагогическая и творческая работа
На должности заведующего кафедрой был с 1971 по 1975 год, а с 1975 по 1984 год Носырев был назначен проректором по научной работе Киевской государственной консерватории им. П. И. Чайковского. Он является автором многих теоретических трудов по истории музыки, в частности по истории духового исполнительства Украины и СССР, методике обучения игры на гобое и истории гобоя.
Евгений Романович Носырев принадлежал к музыкантам и педагогам, которые внесли значительный вклад в развитие духового музыкального исполнительства, истории и методики обучения игре на гобое. Был взвешенным, интеллигентным человеком. Хорошо разбирался в истории, искусстве, филологии и иностранных языках. В научной работе консерватории оставил после себя заметный вклад, систематизировал научный процесс и привлёк к творческому процессу путём исследований и методических трудов многих преподавателей, доцентов и профессоров, как старшего, так и младшего поколения консерватории. К студентам всегда относился по-отечески, был вежлив и никогда не вёл себя свысока. Имел большой пересмотр в современных трендах по изготовлению гобоев, тростей, нотной и методической литературы, нетрадиционных способах игры и приёмах создания тонов и аккордов на гобое, цепного дыхания. Он, зная языки, поддерживал связи со многими зарубежными педагогами, музыкантами и учёными в области музыковедения и духовой музыки. Сорок лет продолжалась педагогическая деятельность Носырева в высших учебных заведениях Саратова, Донецка, Киева. Его ученики работают солистами-гобоистами во многих симфонических, оперных и камерных оркестрах, преподают в музыкальных училищах и консерваториях.